# ランゲンゼルボルト
ランゲンゼルボルト (ドイツ語: Langenselbold) は、ドイツ連邦共和国ヘッセン州マイン＝キンツィヒ郡の市である。この街はヘッセン州東部、ゲルンハウゼンとハーナウとの間のキンツィヒタール（キンツィヒ川の谷）に位置している。州内や近隣の地方においてランゲンゼルボルトは、交通情報で馴染み深い。アウトバーン A45号線と A66号線とが交差するランゲンゼルボルト・ジャンクションのためである。

## 地理

### 位置
ランゲンゼルボルトは、キンツィヒタール（自然保護地区）の辺縁部に位置している。市の北東部は、ヴァインベルクに面している。ランゲンゼルボルトをグリュンダウ川が流れており、ランゲンゼルボルト付近でキンツィヒ川に合流する。市街地のすぐ隣に人造湖のルール湖やキンツィヒ湖があり、充実した余暇施設が利用できる。また、駅の近くにビルケン池がある。ブーフベルクも市内にある。

### 隣接する市町村
ランゲンゼルボルトは、北はロネブルク、東はグリュンダウおよびハッセルロート、南はローデンバッハ、西はエルレンゼーおよびノイベルクと境を接している。

### 市の構成
ランゲンゼルボルトには公式な市区はない。しかし、住民は時々、オーバードルフ、ヒンザードルフ、クロスターベルクと呼ばれる地区に区別する。ただし、歴史的、政治的には、ランゲンゼルボルトは、単一の集落である。

## 歴史

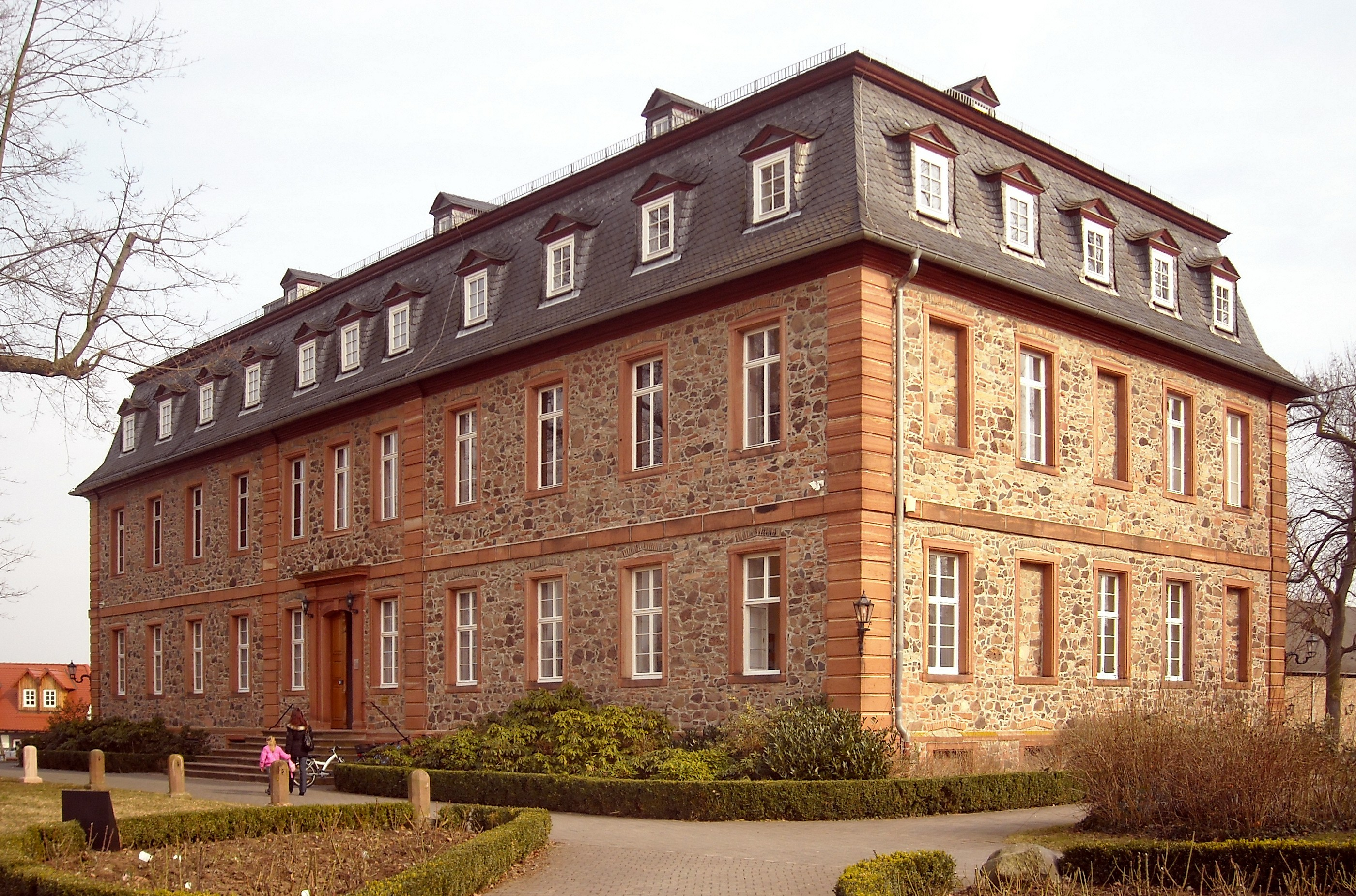
ランゲンゼルボルト城

（ランゲン）ゼルボルトの最初の文献上の記録は、1108年になされている。この頃、レギンボーデン家出身のゼルボルト＝ゲルンハウゼン伯ディートマールがゼルボルト修道院を設立した。ヴォルフガング・ハルトマンの研究によれば、ディートマールは、ルートヴィンガー家やヴェッティン家の近親にあたる妻アーデルハイトを通じてテューリンゲンのカムブルクや現在のザーレ＝ホルツラント郡の村に所領を有していた。ハルトマンは、テューリンゲンに創設された多くの城塞や修道院は、彼の子孫に由来すると推測している。ザリエル家の血縁者であるにもかかわらず、皇帝に反対する立場のディートマール伯はおそらく1115年にヴェルフェスホルツの戦いに参戦した。ナウムブルクの大聖堂の彫像は、妻のアーデルハイトと息子のティモが有名な寄進者として造らせたもので、政治的意図を持った彫像シリーズを形成していると推測している。
13世紀以降、ある下級貴族が「フォン・ゼルボルト」を自称し、ランゲンゼルボルトに居を構えたと推測される。ゼルボルトの住民は何世紀も前からゼルボルダー・ラールと呼ばれていた。ヒンザードルフとマルクト広場の間の徒渉地にもゼルボルダー・バッハタンツも記録されている。
ディートマール伯がゼルボルトに創設した修道院の建物は、後にイーゼンブルク家が購入し、ここに1727年にランゲンゼルボルト城を建設した。現在この建物は市の行政当局が利用している。ランゲンゼルボルトは1983年に都市権を獲得した。

### 人口推移
第二次世界大戦後、まず旧ドイツ東部領土からの難民や被追放者が転入してきた。その後、様々な人々がランゲンゼルボルトの新住民となり、2023年12月31日現在のこの街の人口は、14630人である。

## 宗教

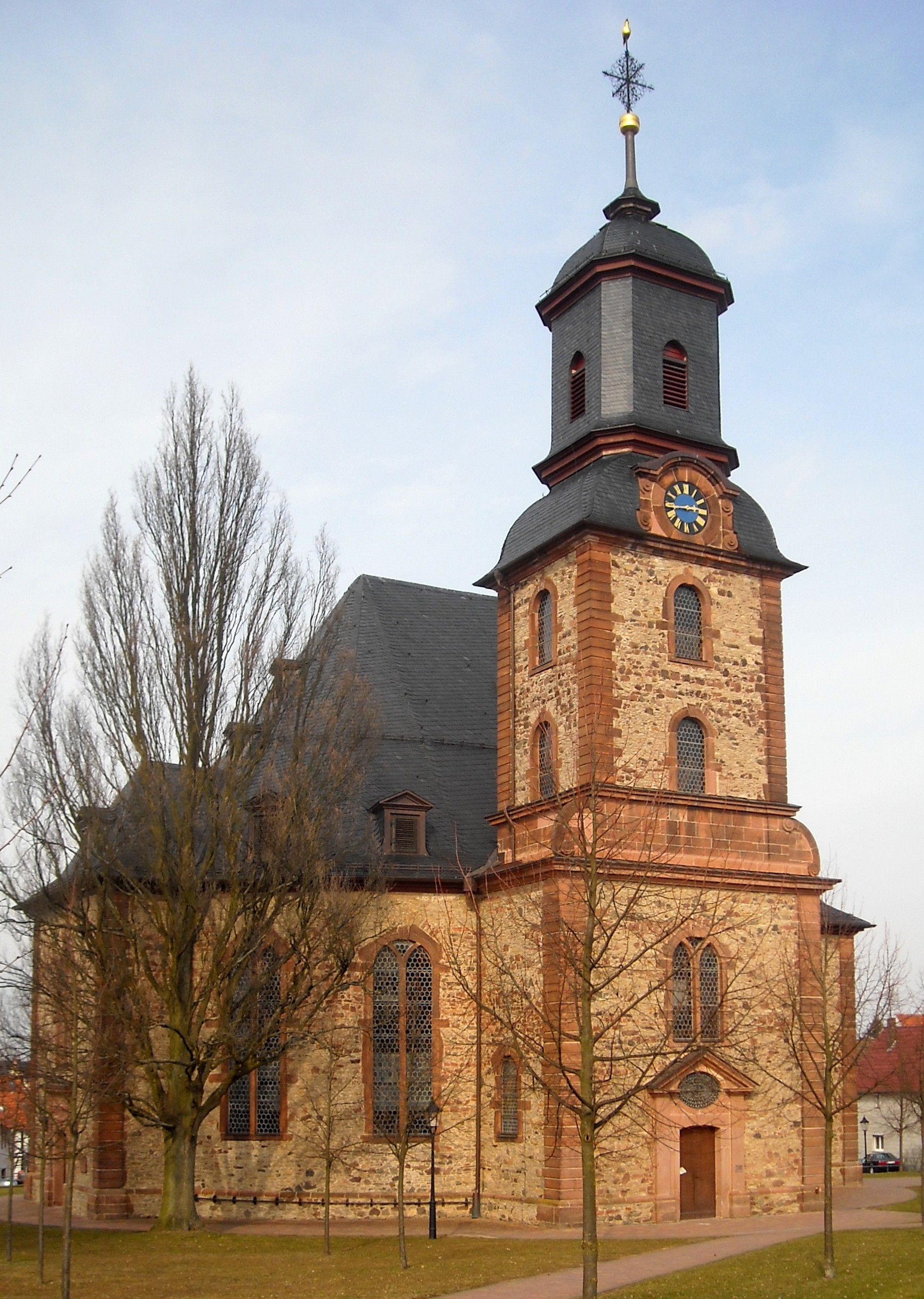
ランゲンゼルボルトのプロテスタント教会

2006年12月31日現在、プロテスタント信者は 6,426人、カトリック信者は約 1,000人である。

### 教会と宗教組織
- プロテスタント: 福音派教会ランゲンゼルボルト（クアヘッセン＝ヴァルデック福音派教会） - 福音派教会ランゲンゼルボルトの施設は、カタリーナ・フォン・ボーラ・ハウスおよびヨーヒェン・クレッパー・ハウスがある。
- カトリック: ランゲンゼルボルト小教区（フルダ司教区）
- 新使徒派教会: ランゲンゼルボルト新使徒派教会（オッフェンバッハ管区）
- その他
  - 仏教寺院 "Wat Puttabenjapon" は、タイからの渡来僧による寺院である。ここには大きなホール（瞑想と礼拝の堂）、図書館、5つの坊（僧の居住スペース）、瞑想目的のゲスト用宿舎がある。
  - ランゲンゼルボルトには、エホバの証人の王国ホールがある。この施設は、ケーテ・コルヴィッツ・シューレ（学校）のすぐ隣にある。
  - ランゲンゼルボルトにはユダヤ教組織があったが、国家社会主義者による恐怖政治で壊滅した。

## 行政

### 市議会
ランゲンゼルボルトの市議会は、37議席からなる。

### 紋章
ランゲンゼルボルトの紋章の地色は青である。この上に、端が球形の金の十字が描かれている。これに銀と黒のストライプの盾が載っている。十字と盾には銀のフレームが付けられている。

### 姉妹都市
- モンデランジュ（フランス、モゼル県）
- シンペルフェルト（オランダ、リンブルフ州）

この他にテューリンゲン州バート・クロスターラウスニッツと協力都市関係にある。

## 文化と見所

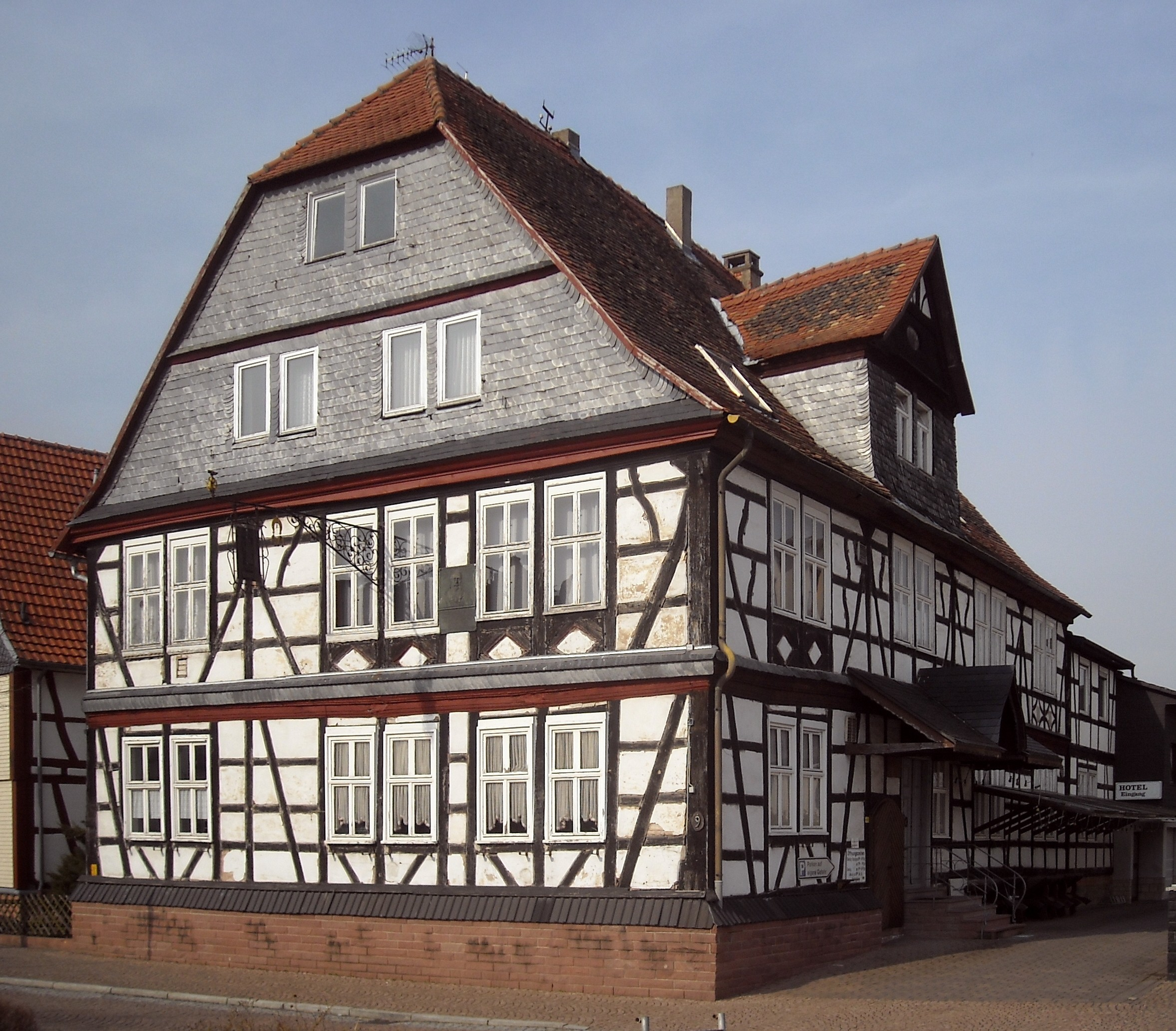
ツーム・ゴルデーネン・エンゲル

最も重要な見所は、1727年から1735年に建設されたプロテスタント教会である。この教会は、バロック様式のランゲンゼルボルト城やその庭園と共に城館アンサンブルを形成している。現在、城館は市の行政当局、バレエ学校、青少年センター、会議センター、郷土博物館として利用されている。
この他の文化イベントの会場としてはクロスターベルクハレがある。マルクト広場に面した歴史的な旅館「ツーム・ゴルデーネン・エンゲル」（黄金の天使亭、現在は閉館している）は、かつての所有者にちなんで「ペルート」とも呼ばれる木組み建造物である。

### ツーリング
- バーンラートヴェク・ヘッセンは、鉄道の軌道跡を利用した、フォーゲルスベルク山地やレーン山地を抜ける全長約 250 km の自転車道である。
- ヘッセン自転車道 R3号線「ライン＝マイン＝キンツィヒ自転車道」がリューデスハイムからレーン山地のタンに向かって通っている。

### 博物館
ランゲンゼルボルト郷土博物館は、約 300 m2 の展示スペースに街の歴史を展示している。
下階の2つのスペースには、農業、手工業および、紀元前1000年に遡るランゲンザルボルト地域からの出土品が展示されている。上階は、19世紀末から20世紀初めの家庭の展示に費やされている。この他に、1900年頃の小売店も展示されている。

### サークル活動
この街には、アンゲルシュポルトフェライン 1925（釣り）、テニスクラブ TC 77、バル＝シュポルト＝フェライン 1975、トゥルンフェライン 1886、TG ランゲンゼルボルト 1953 という名前の卓球クラブ、シャハクラブ 1929（チェス）、カラテ＝フェライン 1969（空手）および Spvgg 1910 ランゲンゼルボルトといったクラブがある。
文化イベントは、それぞれのサークルによって活発に行われている。複数の音楽クラブ（たとえば、オリギナール・クンツィヒターラー・ムジカンテン 1990 e.V. など）や歌唱クラブコールフォールム・アイントラハト、ゼンガールスト、フォルクスコールなどである。

## 経済と社会資本

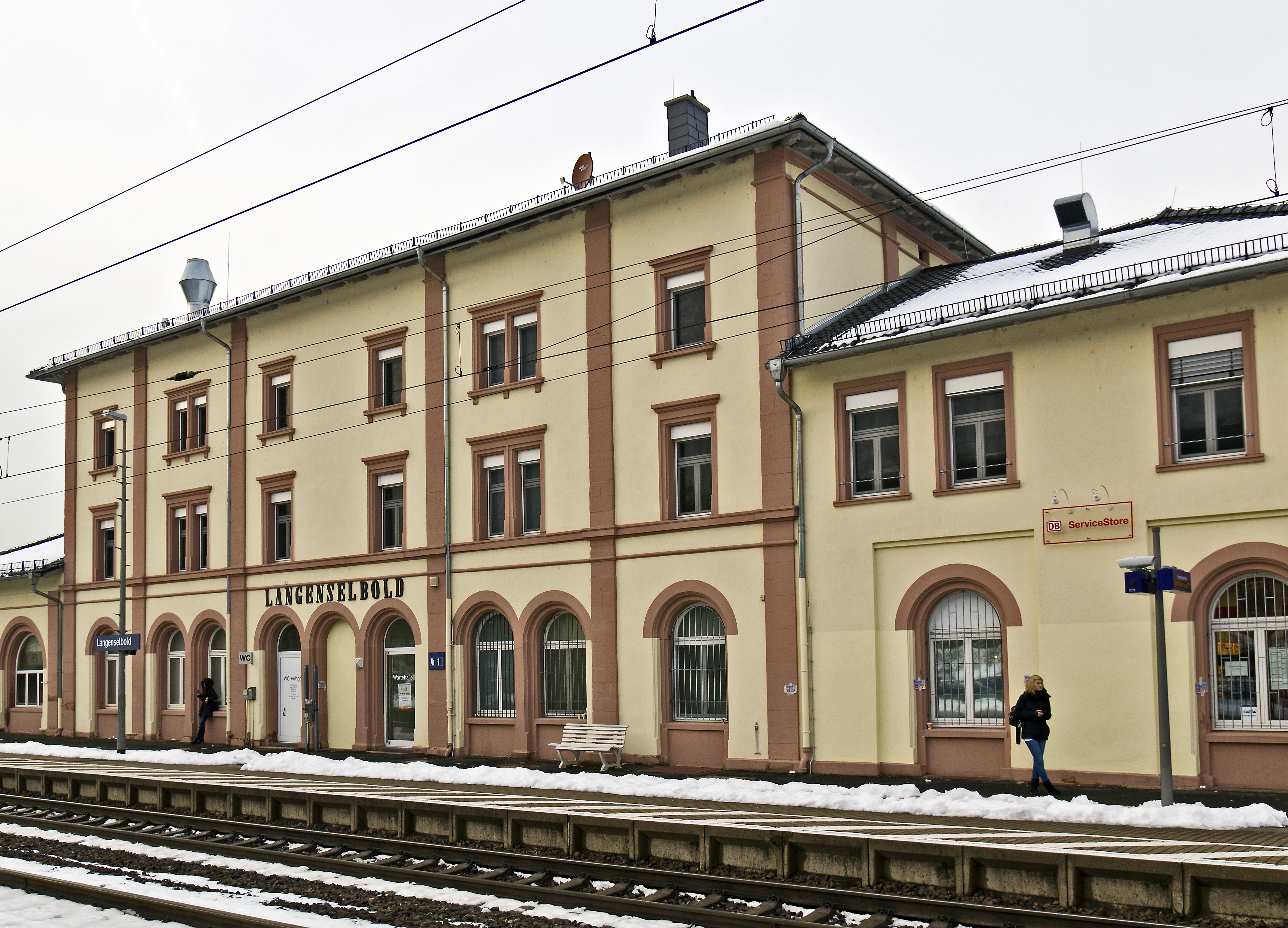
ランゲンゼルボルト駅

### 交通
ランゲンゼルボルトは、ライン＝マイン地域の東部に位置し、ドイツのアウトバーン網の接続ポイントであるランゲンゼルボルト・ジャンクション（アシャッフェンブルクとルール地方とを結ぶ A45号 ザウアーラント線と、ヴィースバーデン - フランクフルト・アム・マイン - フルダを結ぶ A66号線が交差する）に面している。
ランゲンゼルボルト駅は、キンツィヒタール鉄道に面しており、市の中心から 2 km 南にある。ここには、レギオナルバーンとレギオナルエクスプレスが発着する。
ランゲンゼルボルトにはグライダー用飛行場があり、ここからキンツィヒタール上空の旋回飛行が行われている。

### 学校・教育
- シューレ・アム・ヴァインベルク（基礎課程学校）
- シューレ・アン・デア・グリュンダウ（基礎課程学校）
- ケーテ・コルヴィッツ・シューレ（総合学校）
- フレーベルシューレ、学習補助学校（養護学校）

### 地元企業
この街の、大きな企業としては、サーモフィッシャー・サイエンティフィック（旧ケンドロ・ラボラトリー・プロダクツ GmbH）や家具販売のヘフナー家具の販売店（旧ヴァルター家具）がある。
オットー・コンツェルンは駅前にシュヴァープ配送の配送倉庫とベルリンのインターネット配送会社マイ・トーイのロジスティックセンターを有している。ALDI SÜD GmbH & Co. KG は、南ドイツに 32 箇所ある中央倉庫の1つをこの街の産業地域に置いている。
IDV GmbH はランゲンゼルボルトからメガマンという商標で節電型電灯を販売している。
この他に、数多くの中小企業がある。
長い間、この街には地ビールの醸造所がなかったが、2006年にゼルボルダー・ブラウハウスが設立された。そのビールは、小売店だけでなく、瓶や樽で直接販売も行われている。

### 医療施設
医療は、隣接するハーナウの病院（クリニークム・ハーナウやヴィンツェンツクランケンハウス）やゲルンハウゼンの郡立病院を利用する。
かかりつけ医となる医院は、一般医や内科医が 9軒ある。
産婦人科、皮膚科、小児科、循環器科、神経科、眼科、糖尿病専門医、透析治療と言った専門医もいる。
緊急医療については、ドイツ赤十字の救急車がランゲンゼルボルトに待機している。

## 引用
1. 1 2  Hessisches Statistisches Landesamt: Bevölkerung in Hessen am 31.12.2023 (Landkreise, kreisfreie Städte und Gemeinden, Einwohnerzahlen auf Grundlage des Zensus 2011)]
2. ↑  2011年3月27日の市議会議員選挙結果、ヘッセン州統計局（2012年11月11日 閲覧）
3. ↑  MEGAMAN